# Seshemetka
Seshemetka est une reine de l’Égypte antique de la Ire dynastie, épouse du roi Den. 

## Biographie
Seshemetka (Sšm(w).t-kȝ) est une épouse du roi Den. Elle n'est connue que par une stèle (stèle 126). Elle porte les titres suivants :
- « Celle qui voit Horus » (Maat-Hor, Mȝȝ.t-Ḥr)[1],
- « Sceptre-hétès d'Horus » (Hétès-Hor, Ḥts-Ḥr)[1].

L’égyptologue allemand Wolfram Grajetzki (faisant référence à Petrie, Troy et Roth) cite Seshemetka comme épouse du roi Djer et déclare qu'elle a été enterrée près du complexe funéraire de ce dernier à Oumm el-Qa'ab, Abydos, malgré le fait que Flinders Petrie indique bien en planche XXVII que la stèle a été découverte dans les puits autour de la tombe de Den.
Les égyptologues Aidan Dodson et Dyan Hilton indiquent dans l'arbre généalogique de la Ire dynastie que Seshemetka était la mère d'Adjib, malgré l'absence du titre de « mère du roi » sur la stèle ou de tout autre attestation allant dans ce sens.